# Alex Huỳnh
Alex Huỳnh (sinh ngày 7 tháng 9) là một võ sĩ kiêm diễn viên đóng thế người Mỹ gốc Việt. Anh chuyên về môn võ wushu, được đào tạo tại Học viện Wushu Hoa Kỳ, và cư trú tại Nam California, sau khi lớn lên ở Roanoke, Virginia rồi theo học Trường Trung học Northside.
Với tư cách là một diễn viên đóng thế, anh xuất hiện trong bộ phim ngắn năm 2004 nhan đề Thiếu chủ, bộ phim điện ảnh năm 2006 nhan đề An toàn, và nổi bật nhất chính là phim Cướp biển vùng Caribbean. Anh còn góp mặt qua các cuộc biểu diễn võ thuật, đáng chú ý nhất là màn thể hiện túy quyền trong chương trình Fight Science.
Trên cương vị là võ sĩ, anh đã ghi dấu ấn của mình khi ba lần giành huy chương vàng tại Đại hội Thể thao Wushu Toàn nước Mỹ.